# 2008–2009-es síugró-világkupa
A Síugró-világkupa 2008–09-es szezonja a finnországi Kuusamóban 2008. november 28-án, egy K-120-as csapatversennyel kezdődött volna, de a rossz időjárási körülmények miatt a november 29-i egyéni verseny után rendezték meg.

## Egyéni Világkupa-versenyek
- A sárgával jelölt versenyző volt a Síugró-világkupa-összetett első helyezettje a verseny idején.
- A kékkel jelölt versenyző volt az Északi Turné első helyezettje a verseny idején.
- A pirossal jelöltt versenyző volt a Négysáncverseny éllovasa a verseny idején.

### Kuusamo
HS142 Rukatunturi, Finnország

 2008. november 29. 
- Thomas Morgenstern, a címvédő viseli a sárga trikót.

| Helyezés | Név                   | Nemzetiség | 1. (m) | 2. (m) | Pontok | Összetett VK pontok (Helyezés) |
| -------- | --------------------- | ---------- | ------ | ------ | ------ | ------------------------------ |
| 1        | Simon Ammann          | SUI        | 131.0  | 126.5  | 260.5  | 100 (1)                        |
| 2        | Wolfgang Loitzl       | AUT        | 124.5  | 130.0  | 256.1  | 080 (2)                        |
| 3        | Gregor Schlierenzauer | AUT        | 121.0  | 133.5  | 255.1  | 060 (3)                        |
| 4        | Thomas Morgenstern    | AUT        | 125.0  | 126.0  | 248.3  | 050 (4)                        |
| 5        | Anders Bardal         | NOR        | 113.0  | 137.0  | 244.5  | 045 (5)                        |

### Trondheim
HS131 Granåsen, Norvégia

2008. december 6.
- Simon Ammann viseli a sárga trikót.
- Gregor Schlierenzauer új sáncrekordot állított fel (140 m).

| Helyezés | Név                   | Nemzetiség | 1. (m) | 2. (m) | Pontok | Összetett VK pontok (Helyezés) |
| -------- | --------------------- | ---------- | ------ | ------ | ------ | ------------------------------ |
| 1        | Gregor Schlierenzauer | AUT        | 140.0  | 135.0  | 285.7  | 160 (1)                        |
| 2        | Ville Larinto         | FIN        | 138.5  | 138.0  | 278.9  | 109 (3)                        |
| 3        | Anders Jacobsen       | NOR        | 134.0  | 138.0  | 278.8  | 060 (7)                        |
| 4        | Anders Bardal         | NOR        | 139.5  | 131.0  | 275.1  | 095 (5)                        |
| 5        | Simon Ammann          | SUI        | 137.5  | 132.0  | 271.3  | 145 (2)                        |

 HS131 Granåsen, Norvégia

2008. december 7.
- Gregor Schlierenzauer viseli a sárga trikót.

| Helyezés | Név                   | Nemzetiség | 1. (m) | 2. (m) | Pontok | Összetett VK pontok (Helyezés) |
| -------- | --------------------- | ---------- | ------ | ------ | ------ | ------------------------------ |
| 1        | Simon Ammann          | SUI        | 140.0  | 135.0  | 280.2  | 245 (1)                        |
| 2        | Matti Hautamäki       | FIN        | 137.0  | 135.0  | 278.3  | 116 (6)                        |
| 3        | Gregor Schlierenzauer | AUT        | 134.5  | 135.0  | 274.8  | 220 (2)                        |
| 4        | Thomas Morgenstern    | AUT        | 135.0  | 133.0  | 270.6  | 140 (4)                        |
| 5        | Martin Koch           | AUT        | 136.5  | 131.0  | 264.7  | 100 (8)                        |

### Pragelato
HS140 Stadio del Trampolino, Olaszország

2008. december 13.
- Simon Ammann viseli a sárga trikót.
- Simon Ammann új sáncrekordot állított fel (144 m).

| Helyezés | Név                   | Nemzetiség | 1. (m) | 2. (m) | Pontok | Összetett VK pontok (Helyezés) |
| -------- | --------------------- | ---------- | ------ | ------ | ------ | ------------------------------ |
| 1        | Simon Ammann          | SUI        | 139.5  | 144.0  | 284.3  | 345 (1)                        |
| 2        | Gregor Schlierenzauer | AUT        | 137.5  | 139.5  | 282.6  | 300 (2)                        |
| 3        | Ville Larinto         | FIN        | 131.5  | 135.0  | 259.2  | 205 (3)                        |
| 4        | Martin Schmitt        | GER        | 132.0  | 133.5  | 256.4  | 088 (12)                       |
| 5        | Harri Olli            | FIN        | 133.0  | 131.0  | 255.2  | 078 (14)                       |

 HS140 Stadio del Trampolino, Olaszország

2008. december 14. 
- Simon Ammann viseli a sárga trikót.
- A rossz időjárási körülmények miatt a második kört törölték.

| Helyezés | Név                   | Nemzetiség | 1. (m) | 2. (m) | Pontok | Összetett VK pontok (Helyezés) |
| -------- | --------------------- | ---------- | ------ | ------ | ------ | ------------------------------ |
| 1        | Fumihisa Yumoto       | JPN        | 126.0  | -      | 114.8  | 144 (6)                        |
| 2        | Simon Ammann          | SUI        | 124.5  | -      | 113.6  | 425 (1)                        |
| 3        | Johan Remen Evensen   | NOR        | 123.5  | -      | 110.3  | 144 (6)                        |
| 4        | Gregor Schlierenzauer | AUT        | 122.5  | -      | 106.5  | 350 (2)                        |
| 5        | Harri Olli            | FIN        | 121.5  | -      | 106.2  | 123 (10)                       |

### Engelberg
HS137 Gross-Titlis-Schanze, Svájc

2008. december 20.
| Helyezés | Név                   | Nemzetiség | 1. (m) | 2. (m) | Pontok | Összetett VK pontok (Helyezés) |
| -------- | --------------------- | ---------- | ------ | ------ | ------ | ------------------------------ |
| 1        | Simon Ammann          | SUI        | 138.5  | 137.0  | 275.4  | 525 (1)                        |
| 2        | Wolfgang Loitzl       | AUT        | 134.0  | 137.5  | 273.2  | 279 (3)                        |
| 3        | Gregor Schlierenzauer | AUT        | 135.0  | 134.0  | 265.7  | 410 (2)                        |
| 4        | Ville Larinto         | FIN        | 131.0  | 134.5  | 259.4  | 255 (4)                        |
| 5        | Tom Hilde             | NOR        | 134.0  | 128.5  | 252.0  | 062 (21)                       |

 HS137 Gross-Titlis-Schanze, Svájc

2008. december 21.
- Simon Ammann viseli a sárga trikót.

| Helyezés | Név                   | Nemzetiség | 1. (m) | 2. (m) | Pontok | Összetett VK pontok (Helyezés) |
| -------- | --------------------- | ---------- | ------ | ------ | ------ | ------------------------------ |
| 1        | Gregor Schlierenzauer | AUT        | 133.5  | 133.5  | 264.1  | 510 (2)                        |
| 2        | Wolfgang Loitzl       | AUT        | 132.5  | 133.0  | 262.4  | 359 (3)                        |
| 3        | Simon Ammann          | SUI        | 131.5  | 136.0  | 260.0  | 585 (1)                        |
| 4        | Martin Schmitt        | GER        | 129.0  | 134.0  | 253.9  | 203 (6)                        |
| 5        | Harri Olli            | FIN        | 127.5  | 133.5  | 251.3  | 188 (8)                        |

### Négysáncverseny

#### Oberstdorf
HS137 Schattenbergschanze, Németország

2008. december 29.
- Simon Ammann viseli a sárga trikót.

| Helyezés | Név                   | Nemzetiség | 1. (m) | 2. (m) | Pontok | Összetett négysánc pontok (Helyezés) | Összetett VK pontok (Helyezés) |
| -------- | --------------------- | ---------- | ------ | ------ | ------ | ------------------------------------ | ------------------------------ |
| 1        | Simon Ammann          | SUI        | 136.5  | 134.0  | 286.4  | 286.4 (1)                            | 685 (1)                        |
| 2        | Wolfgang Loitzl       | AUT        | 135.0  | 134.0  | 285.2  | 285.2 (2)                            | 439 (3)                        |
| 3        | Dmitry Vassiliev      | RUS        | 134.5  | 136.0  | 284.4  | 284.4 (3)                            | 185 (9)                        |
| 4        | Gregor Schlierenzauer | AUT        | 133.0  | 134.0  | 280.1  | 280.1 (4)                            | 560 (2)                        |
| 5        | Martin Schmitt        | GER        | 134.5  | 129.0  | 273.8  | 273.8 (5)                            | 248 (6)                        |

#### Garmisch-Partenkirchen
HS140 Große Olympiaschanze, Németország

2009. január 1.
- Simon Ammann viseli a sárga trikót.
- Simon Ammann vezeti az összetett négysáncversenyt.

| Helyezés | Név                   | Nemzetiség | 1. (m) | 2. (m) | Pontok | Összetett négysánc pontok (Helyezés) | Összetett VK pontok (Helyezés) |
| -------- | --------------------- | ---------- | ------ | ------ | ------ | ------------------------------------ | ------------------------------ |
| 1        | Wolfgang Loitzl       | AUT        | 134.5  | 136.5  | 276.3  | 561.5 (1)                            | 539 (3)                        |
| 2        | Simon Ammann          | SUI        | 140.0  | 134.5  | 274.6  | 561.0 (2)                            | 765 (1)                        |
| 3        | Harri Olli            | FIN        | 133.0  | 131.5  | 258.6  | 527.1 (4)                            | 284 (6)                        |
| 4        | Gregor Schlierenzauer | AUT        | 134.0  | 130.5  | 257.6  | 537.7 (3)                            | 610 (2)                        |
| 5        | Martin Koch           | AUT        | 134.5  | 128.0  | 249.0  | 482.5 (11)                           | 230 (8)                        |

#### Innsbruck
HS130 Bergiselschanze, Ausztria

2009. január 4.
- Simon Ammann viseli a sárga trikót.
- Wolfgang Loitzl vezeti az összetett négysáncversenyt.

| Helyezés | Név | Nemzetiség | 1. (m) | 2. (m) | Pontok | Összetett négysánc pontok (Helyezés) | Összetett VK pontok (Helyezés) |
| -------- | --- | ---------- | ------ | ------ | ------ | ------------------------------------ | ------------------------------ |
| 1        | -   | -          | -      | -      | -      | -                                    | -                              |
| 2        | -   | -          | -      | -      | -      | -                                    | -                              |
| 3        | -   | -          | -      | -      | -      | -                                    | -                              |
| 4        | -   | -          | -      | -      | -      | -                                    | -                              |
| 5        | -   | -          | -      | -      | -      | -                                    | -                              |

## Csapatversenyek

### Kuusamo
HS142 Rukatunturi, Finnország

2008. november 28. helyett november 29.
| Helyezés | Név                   | Nemzetiség  | 1. (m) | 2. (m) | Pontszám |
| -------- | --------------------- | ----------- | ------ | ------ | -------- |
| 1        | Ville Larinto         | Finnország  | 127.0  | 127.0  | 540.1    |
| 1        | Kalle Keituri         | Finnország  | 129.5  | 129.5  | 540.1    |
| 1        | Harri Olli            | Finnország  | 128.0  | 128.0  | 540.1    |
| 1        | Matti Hautamäki       | Finnország  | 140.0  | 140.0  | 540.1    |
| 2        | Wolfgang Loitzl       | Ausztria    | 128.5  | 128.5  | 534.3    |
| 2        | Martin Koch           | Ausztria    | 125.0  | 125.0  | 534.3    |
| 2        | Gregor Schlierenzauer | Ausztria    | 131.0  | 131.0  | 534.3    |
| 2        | Thomas Morgenstern    | Ausztria    | 136.5  | 136.5  | 534.3    |
| 3        | Felix Schoft          | Németország | 122.0  | 122.0  | 497.7    |
| 3        | Michael Uhrmann       | Németország | 126.0  | 126.0  | 497.7    |
| 3        | Martin Schmitt        | Németország | 123.0  | 123.0  | 497.7    |
| 3        | Michael Neumayer      | Németország | 135.5  | 135.5  | 497.7    |

## Top 10 (egyéni)
| Rk  | Jumper            | 1   | 2   | 3   | 4   | 5  | 6   | 7   | 8   | 9   | 10 | 11 | 12 | 13 | 14 | 15 | 16 | 17 | 18 | 19 | 20 | 21 | 22 | 23 | 24 | 25 | 26 | 27 | 28 | Pts |
| --- | ----------------- | --- | --- | --- | --- | -- | --- | --- | --- | --- | -- | -- | -- | -- | -- | -- | -- | -- | -- | -- | -- | -- | -- | -- | -- | -- | -- | -- | -- | --- |
| 1.  | S. Ammann         | 100 | 45  | 100 | 100 | 80 | 100 | 60  | 100 | 80  |    |    |    |    |    |    |    |    |    |    |    |    |    |    |    |    |    |    |    | 765 |
| 2.  | G. Schlierenzauer | 60  | 100 | 60  | 80  | 50 | 60  | 100 | 50  | 50  |    |    |    |    |    |    |    |    |    |    |    |    |    |    |    |    |    |    |    | 610 |
| 3.  | W. Loitzl         | 80  | 29  | 26  | 32  | 32 | 80  | 80  | 80  | 100 |    |    |    |    |    |    |    |    |    |    |    |    |    |    |    |    |    |    |    | 539 |
| 4.  | T. Morgenstern    | 50  | 40  | 50  | 22  | 12 | 40  | 36  | 24  | 40  |    |    |    |    |    |    |    |    |    |    |    |    |    |    |    |    |    |    |    | 314 |
| 5.  | V. Larinto        | 29  | 80  | 36  | 60  |    | 50  | 16  | 18  | 16  |    |    |    |    |    |    |    |    |    |    |    |    |    |    |    |    |    |    |    | 305 |
| 6.  | H. Olli           | 13  | 20  |     | 45  | 45 | 20  | 45  | 36  | 60  |    |    |    |    |    |    |    |    |    |    |    |    |    |    |    |    |    |    |    | 284 |
| 7.  | M. Schmitt        |     | 18  | 20  | 50  | 29 | 36  | 50  | 45  | 32  |    |    |    |    |    |    |    |    |    |    |    |    |    |    |    |    |    |    |    | 280 |
| 8.  | M. Koch           | 40  | 15  | 45  | 12  | 9  | 24  | 32  | 8   | 45  |    |    |    |    |    |    |    |    |    |    |    |    |    |    |    |    |    |    |    | 230 |
| 9.  | D. Vassiliev      |     | 32  | 29  | 16  |    | 26  | 22  | 60  | 29  |    |    |    |    |    |    |    |    |    |    |    |    |    |    |    |    |    |    |    | 214 |
| 10. | A. Bardal         | 45  | 50  | 18  | 14  | 13 | 22  | 29  |     | 12  |    |    |    |    |    |    |    |    |    |    |    |    |    |    |    |    |    |    |    | 203 |

|  | = Négysáncverseny |

|  | = Északi-turné |

'
| - 1: Kuusamo (2008. november 29.) - 2: Trondheim (2008. december 6.) - 3: Trondheim (2008. december 7.) - 4: Pragelato (2008. december 13.) - 5: Pragelato (2008. december 14.) - 6: Engelberg (2008. december 20.) - 7: Engelberg (2008. december 21.) - 8: Oberstdorf (2008. december 29.) - 9: Garmisch-Partenkirchen (2009. január 1.) - 10: Innsbruck (2009. január 4.) | - 11: Bischofshofen (2009. január 6.) - 12: Tauplitz (2009. január 10.) - 13: Tauplitz (2009. január 11.) - 14: Zakopane (2009. január 16.) - 15: Zakopane (2009. január 17.) - 16: Vancouver (2009. január 24.) - 17: Vancouver (2009. január 25.) - 18: Szapporo (2009. január 31.) - 19: Szapporo (2009. február 1.) | - 20: Willingen (2009. február 8.) - 21: Klingenthal (2009. február 11.) - 22: Oberstdorf (2009. február 14.) - 23: Lahti (2009. március 8.) - 24: Kuopio (2009. március 10.) - 25: Lillehammer (2009. március 13.) - 26: Vikersund (2009. március 15.) - 27: Planica (2009. március 20.) - 28: Planica (2009. március 22.) |